# 손호영
손호영(孫昊永, 1980년 3월 26일 ~ )은 한국계 미국인 가수이자 배우이며 god의 멤버이다.

## 학력
- 서울신용산초등학교 (졸업)
- 용강중학교 (중퇴)
- 중경고등학교 (중퇴)
- 단국대학교 연극영화학과 (학사)

## 앨범

### 그룹 활동

#### 그룹 앨범
- 1집 : 어머님께, 관찰, 작은 남자들과 함께 (1999년)
- 2집 : 사랑해 그리고 기억해, 애수, Friday night (1999년)
- 3집 : 거짓말, 촛불하나, 니가 필요해, 하늘색 풍선 (2000년)
- VCD, 2VHS : 《2001 Live Concert god 다섯 남자 이야기》 (2001년)
- 4집 : 길, 다시, 니가 있어야 할 곳 (2001년)
- FIFA 한일 월드컵 공식 앨범 : 《True East Side》(2002년)
- 5집 : 편지, 0%, 우리 (2002년)
- 6집 : 보통날, 반대가 끌리는 이유, 약속, Tonight, 헤어지지 말자 (2004년)
- 7집 : 2♡, 무죄, 하늘속으로 (2005년)
- god 데뷔 15주년 기념 디지털싱글앨범 《미운오리새끼》(2014년)
- 8집 : 하늘색 약속, Saturday Night, 우리가 사는 이야기, Stand Up (2014년)
- god 디지털싱글앨범 《바람》(2014년)
- god Single Album 《웃픈 하루》, 《네가 할 일》(2015년)
- god 9집 선공개 《눈이 내린다》(2018년)
- god 20주년 스페셜앨범 《THEN&NOW》(2019년)

#### 콘서트
- 2001년 2월 4일 2001년 'god 다섯 남자 이야기' 전국 투어 콘서트 : 대전, 광주, 대구, 부산, 서울, 인천
- 2002년 7월 11일 ~ 2002년 9월 22일 god 100일간의 휴먼콘서트 1차(45회)
- 2002년 12월 25일 ~ 2003년 3월 30일 god 100일간의 휴먼콘서트 2차(55회)
- 2005년 2월 26일 ~ 5월 15일 'god is Back' 전국 투어 콘서트 : 서울, 대구, 대전, 부천, 광주, 순천, 부산, 전주, 강릉, 청주
- 2005년 5월 20일 ~ 5월 29일 'god is Back' 서울 앵콜 콘서트 (5회)
- 2005년 11월 10일 ~ 12월 11일 'god The Last Beginning' 콘서트 (20회)
- 2005년 12월 28일 'The Last Beginning' 앵콜 'Forever, god' 콘서트
- 2014년 7월 12일 ~ 7월 13일 'god 15th Anniversary Reunion' 서울 콘서트
- 2014년 8월 2일 ~ 8월 31일 'god 15th Anniversary Reunion' 전국 투어 콘서트 : 광주, 부산, 대구, 대전
- 2014년 10월 25일 'god 15th Anniversary Reunion' 앵콜 콘서트
- 2014년 11월 7일 'god 15th Anniversary Reunion' 해외 콘서트 in LA
- 2014년 11월 9일 'god 15th Anniversary Reunion' 해외 콘서트 in 뉴저지
- 2015년 12월 16일 ~ 12월 20일 'god 2015 Concert(서울)'
- 2015년 12월 24일 ~ 12월 25일 'god 2015 Concert(대구)'
- 2015년 12월 30일 ~ 12월 31일 'god 2015 Concert(부산)'
- 2017년 1월 6일 ~ 1월 8일 '2017 god to MEN(서울)'
- 2017년 1월 13일 '2017 god to MEN(인천)'
- 2017년 1월 21일 '2017 god to MEN(대구)'
- 2017년 2월 4일 '2017 god to MEN(일산)'
- 2017년 2월 11일 '2017 god to MEN(광주)'
- 2017년 2월 18일 '2017 god to MEN(부산)'
- 2017년 12월 30일 ~ 12월 31일 '2017 호우주의보'
- 2018년 11월 30일 ~ 12월 2일 god 20th Anniversary Concert [GREATEST] in SEOUL
- 2018년 12월 22일 god 20th Anniversary Concert [GREATEST] in BUSAN
- 2018년 12월 25일 god 20th Anniversary Concert [GREATEST] in DAEGU
- 2019년 1월 13일 god GREATEST 20th Anniversary 'PRESENT'
- 2019년 8월 23일 ~ 8월 25일 '2019 호우주의보'
- 2019년 12월 29일 ~ 12월 30일 '2019 Hooow Grand Live in BUSAN'
- 2019년 12월 31일  '2019 Hooow Grand Live in DAEGU'
- 2020년 1월 4일 ~ 1월 5일  '2019 Hooow Grand Live in SEOUL'

### 솔로 활동

#### 솔로 앨범
- 1집(Creative Producer 손호영) - 'Yes!!!' / 대표곡 : 〈운다〉,〈YES〉,〈사랑은 이별을 데리고 오다〉,〈작은가방〉
- 싱글앨범(Producer 손호영) - 'Sweet Love' / 대표곡 : 〈하늘에 내 마음이〉,〈그려본다〉
- 디지털싱글 - 'Christmas Present' / 대표곡 : 〈The First Noel〉
- 2집(Producer 손호영) - 'Returns' / 대표곡 : 〈I Know〉,〈바래요〉
- 디지털싱글 - 'I Know Remix' / 대표곡 : 〈I Know Remix〉
- 1st 미니앨범 - 'U-Turn' / 대표곡 : 〈예쁘고 미웠다〉,〈이 바보야〉,〈나를 좀 봐봐〉
- 2nd 미니앨범 - 'May, I' / 대표곡 : 〈나의 약점〉, 〈Only You〉, 〈어딨어〉
- 디지털싱글 - '너 같은 사람 없어' / 대표곡 : 〈너 같은 사람 없어〉

#### 참여 앨범
- Mind Bridge / 〈사랑일뿐야〉
- 손호영&예인(싱글) / 〈어쩌다가〉
- MBC 창작동요제 25주년 기념음반 / 〈아빠 힘내세요〉
- 싸이언 랩소디인 뮤직폰 / 〈똑같은 사람〉
- 용의주도 미스신 OST / 〈Secret〉
- EXR 디지털 싱글 / 〈Progressive Love〉
- I Love Asia Project / 〈Smile Again〉
- TGUS - 〈I Believe In〉
- 김진우 / 〈Raining〉
- SBS 드라마 '웃어요, 엄마' OST Part 5 / 〈가시〉
- 생일을 기부합니다(유니세프) / 〈생일을 기부합니다〉
- tvN 오페라스타2012 Round 1 / 〈Chanson Du Toreador (투우사의 노래)〉
- tvN 오페라스타2012 Round 2 / 〈Un Amore Cosi Grande (위대한 사랑)〉
- tvN 오페라스타2012 Round 3 / 〈Largo Al Factotum (나는 거리의 만물박사)〉
- tvN 오페라스타2012 Round 4 / 〈Очи чёрные(Dark Eyes) (검은 눈동자)〉
- tvN 오페라스타2012 Round Semi Final / 〈Core`ngrato (무정한 마음)〉
- tvN 오페라스타2012 Round Final / 〈Largo Al Factotum (나는 거리의 만물박사) 外〉
- tvN 드라마 '아이러브 이태리' OST Part 4 / 〈이상해요〉
- KBS2 불후의 명곡2 – 전설을 노래하다 전국노래자랑 특집편 / 〈밤이면 밤마다〉
- KBS2 드라마 '세상 어디에도 없는 착한남자' OST CD Part 2 / 〈너만을 원했다〉
- KBS2 불후의 명곡2 – 전설을 노래하다 이용편/ 사랑과 행복 그리고 이별
- KBS2 불후의 명곡2 – 전설을 노래하다 배호 1편 / 〈안개 낀 장충단 공원〉
- KBS2 불후의 명곡2 – 전설을 노래하다 김범룡편 / 〈현아〉
- KBS2 불후의 명곡2 – 전설을 노래하다 겨울 특집편 / 〈(DJ DOC)겨울이야기〉
- KBS2 불후의 명곡2 – 전설을 노래하다 트로트 빅4 특집 2편 / 〈사모곡〉
- KBS2 불후의 명곡2 – 전설을 노래하다 댄싱퀸 엄정화 특집 2편 / 〈숨은 그림 찾기〉
- KBS2 불후의 명곡2 – 전설을 노래하다 변진섭편 / 〈새들처럼〉
- 올'리브 – 셰어하우스 공동 앨범 / 〈우리 같이 살아요〉
- 연애 말고 결혼 OST Part 3 / 〈하루만〉
- 돌아와요 아저씨 OST Part 3 / 〈Moonlight〉
- MBC 복면가왕 70회 / 〈사랑합니다〉
- 판타스틱 OST Part 10 / 〈판타스틱 스타〉
- KBS2 불후의 명곡2 – 전설을 노래하다 이승철편 / My Love
- KBS2 불후의 명곡2 – 전설을 노래하다 작곡가 이범희편 / 〈종이학〉
- 진윤희 정규 1집 크로스앨범 'The Forest' / 〈Mi Manchi〉 (그대를 그리며)
- KBS2 불후의 명곡2 – 전설을 노래하다 김광석편 / 그날들
- 로맨스는 별책부록 OST Part 6 <너라는 책>

#### 피쳐링
- As One(싱글) / 〈다시 내 곁으로〉
- 길건 2.5집 / 〈바보야〉
- 용의주도 미스신 OST 트레스패스 / 〈현대연애백서〉
- 팀 4집 / 〈즐거운 인생〉
- Winter & Color 이현욱 / 〈씻고 준비해야죠〉
- 수호 'Lovely' / 〈Baby I Love U〉
- 김태우 '기억과 추억' / 〈기억과 추억〉
- 혜령 미니앨범 / 〈나 왜 헤어져〉
- 김진우 / 〈Raining〉
- 나튜 / 〈잘할게〉
- 김태우 'T-With' / 〈니가 고파〉
- 진윤희 정규 1집 크로스앨범 'The Forest' / 〈Mi Manchi〉 (그대를 그리며)

#### 콘서트
- 2006년 3월 26일 손호영 생일파티
- 2006년 9월 12일 솔로 데뷔 쇼케이스
- 2006년 9월 30일 ~ 10월 1일 첫 단독 콘서트 《손호영의 First Love Letter! To.You》
- 2006년 12월 23일 손호영의 겨울 이야기 콘서트 - 대구
- 2006년 12월 24일 손호영의 겨울 이야기 콘서트 - 부산
- 2006년 12월 30일 ~ 12월 31일 손호영의 겨울 이야기 콘서트 - 서울
- 2007년 3월 24일 손호영 생일파티 & 호이플러스 1기 창단식
- 2007년 8월 18일 ~ 8월 19일 여름콘서트 《Under the Sea》
- 2007년 9월 1일 일본 첫 번째 콘서트 'Passion' - 도쿄
- 2007년 9월 16일 여름콘서트 《Under the Sea》 앵콜
- 2007년 12월 21일 ~ 12월 22일 Hoi's X-mas Concert
- 2008년 3월 23일 손호영 생일파티
- 2008년 10월 25일 ~ 10월 26일 손호영 전국투어 콘서트 《Returns》 - 서울
- 2008년 11월 30일 손호영 전국투어 콘서트 《Returns》 - 대전
- 2008년 12월 24일 손호영 전국투어 콘서트 《Returns》 - 포항
- 2008년 12월 25일 손호영 전국투어 콘서트 《Returns》 - 수원
- 2009년 1월 16일 손호영 일본투어 콘서트 《Returns》 - 도쿄
- 2009년 1월 17일 손호영 일본투어 콘서트 《Returns》 - 나고야
- 2009년 1월 18일 손호영 일본투어 콘서트 《Returns》 - 오사카
- 2009년 3월 21일 손호영 생일파티 & 미니콘서트 - 서울
- 2009년 3월 22일 손호영 생일파티 & 미니콘서트 - 오사카
- 2009년 7월 7일 ~ 7월 12일 Star On Stage - 손호영(8회공연)
- 2010년 2월 12일 The First,Love in chicago Concert-시카고
- 2010년 2월 19일 ~ 2월 20일 The First,Night in Seattle Concert - 시애틀
- 2010년 2월 26일 ~ 2월 27일 The First, korea in Vancouver Concert - 벤쿠버
- 2010년 3월 21일 손호영 생일파티
- 2010년 7월 8일 ~ 7월 25일 Hoyoung 2 Ocean <H2O> Concert - 손호영(12회공연)
- 2011년 3월 20일 손호영 생일파티
- 2011년 6월 29일 ~ 7월 3일 Hoyoung 2 Ocean <H2O Season2> Concert - 손호영(5회공연)
- 2011년 11월 4일 손호영 1st Mini Album 쇼케이스
- 2011년 12월 23일 ~ 12월 24일 손호영 Midnight Christmas Show 2011(부제:Coming SON) - 손호영
- 2012년 3월 25일 손호영 생일파티
- 2012년 7월 22일 일본 도쿄콘서트 'ソン・ホヨン with Band Live in Tokyo 2012' - 도쿄(2회공연)
- 2013년 3월 23일 손호영 생일파티
- 2014년 12월 24일 손호영 크리스마스 파티 콘서트 -With U-
- 2015년 3월 27일 손호영 생일파티 팬미팅 <Hoi's Day>
- 2016년 3월 26일 손호영 생일파티 팬미팅 <Hoi's Day>
- 2016년 5월 23일 손호영 2nd Mini Album [May, I] 발매기념 팬쇼케이스 <Hoi's Day>
- 2016년 10월 29일 ~ 10월 30일 2016 손호영 솔로데뷔 10주년 기념 콘서트 <그, 동안>
- 2017년 3월 26일 손호영 생일파티 팬미팅 <Hoi's Day>
- 2017년 12월 30일 ~ 12월 31일 손호영&김태우 <호우주의보> 서울
- 2018년 1월 7일 손호영&김태우 <호우주의보> 부산
- 2018년 3월 26일 손호영 생일파티 팬미팅 Hoi's Day <호감>
- 2019년 3월 24일 2019 손호영 팬미팅 <Holiday>

### 뮤직비디오

#### 1집
- 1집 - 〈운다〉- 영화 《오래된정원》 뮤직비디오
- 1집 - 〈Yes〉
- 1집 - 〈사랑은 이별을 데리고 오다〉
- 1집 - 〈집 앞이야 나와〉- 영화 《Just Friend》뮤직비디오
- 1집 - 〈작은가방〉

#### 싱글
- 싱글 'Sweet Love' - 〈하늘에 내 마음이〉

#### 2집
- 2집 - 〈I Know〉
- 2집 - 〈바래요〉- 영화 《연공》 뮤직비디오

#### 미니앨범
- 미니앨범 'U-TURN' - 〈예쁘고 미웠다〉
- 미니앨범 'May, I' - 〈나의 약점〉
- 미니앨범 'May, I' Repackage - 〈너 같은 사람 없어〉

## 해외
- 2007년 7월 일본 첫 번째 팬미팅 '손호영 Live&Talk' (오사카)
- 2007년 7월 중국 우시 앙드레 김 패션쇼 및 한류 콘서트
- 2007년 8월 M countdown in Japan
- 2007년 9월 일본 첫 번째 콘서트 'Passion' (도쿄)
- 2007년 11월 태국 쇼케이스
- 2008년 4월 히로시마 프로젝트 1호 스타
- 2008년 5월 코리안 뮤직 페스티벌 (LA)
- 2008년 11월 손호영 일본 팬미팅 (오사카)
- 2008년 12월 2008 한일팝 페스티벌
- 2009년 1월 손호영 일본투어 콘서트 'Returns' (도쿄)
- 2009년 1월 손호영 일본투어 콘서트 'Returns' (나고야)
- 2009년 1월 손호영 일본투어 콘서트 'Returns' (오사카)
- 2009년 3월 손호영 미니 콘서트 (오사카)
- 2009년 5월 코리안 뮤직 페스티벌 (LA)
- 2010년 2월 The First,Love in chicago Concert (시카고)
- 2010년 2월 The First,Night in Seattle Concert (시애틀)
- 2010년 2월 The First, korea in Vancouver Concert (벤쿠버)
- 2011년 8월 Hoyoung 2 Osaka 일본 오사카 라이브 팬미팅 (오사카)
- 2012년 7월 일본 도쿄콘서트 'ソン・ホヨン with Band Live in Tokyo 2012' 2회공연 (도쿄)
- 2016년 6월 1/2 콘서트 (LA)

## 출연작

#### 영화
- 2007년 《용의주도 미스신》 - 송현준 역
- 2009년 《걸프렌즈》 - 유명남 손호영 역(카메오출연)
- 2010년 《히어로》 - 가후 역(우정출연)

#### 뮤지컬
- 2008년 《싱글즈》 - 수헌 역
- 2009년 《ALL SHOOK UP》 - 채드 역
- 2010년 《ALL SHOOK UP》 - 채드 역
- 2011년 《FAME》 - 닉 피아자 역
- 2014년 《ALL SHOOK UP》 - 엘비스 역
- 2015년 《고래고래》 - 한민우 역
- 2016년 《페스트》 - 리유 역
- 2016년 《금강, 1894》 - 신하늬 역
- 2017년 《ALL SHOOK UP》 - 엘비스 역
- 2018년 《삼총사》 - 달타냥 역
- 2018년 《도그파이트》 - 버드레이스 역
- 2020년 《또!오해영》 - 박도경 역

#### 드라마
- 2001년 MBC 청춘시트콤 《뉴 논스톱》
- 2006년 MBC 《베스트 극장 - 너네호영이》 - 가수 손호영 역
- 2008년 MBC every1 《환상기담 - 포스터러버》 - 민혁 역
- 2008년 tvN 《미스터리 형사》 - 가수 유지훈 역
- 2008년 OCN 《사랑은 맛있다》 - 윤한서 역
- 2008년 트렌디 《피아니시모 (Black City)》 - 민욱 역(방송일은 2011년 10월 31일)
- 2010년 KBS2 월화드라마 《부자의 탄생》 - 준태 청년시절 역
- 2012년 SBS 주간시트콤 《도롱뇽도사와 그림자 조작단》 - 김시후 역(카메오 출연)
- 2013년 KBS2 일일시트콤 《일말의 순정》 - 손대리 역(64회부터 고정 출연)
- 2016년 웹드라마 《한중 합작 웹드라마 두근두근 스파이크》 - 김기준 대표 역

#### 방송 프로그램
- 2000년 MBC 《god의 육아일기》
- 2001년 MBC 《특집 god의 육아일기》
- 2008년 SBS 《일요일이 좋다 - 체인지》 MC
- 2008년 MBC every1 《식신원정대》 MC
- 2008년 KBS2 《해피투게더》
- 2008년 KBS2 《미녀들의 수다》 고정게스트
- 2009년 SBS funE 《초식남 건어물녀 길들이는 방법》 MC
- 2009년 MBC 《무한도전》
- 2010년 M.net 《M Rookies》 MC
- 2010년 MBC 《공감토크쇼 놀러와》
- 2011년 스토리온 《수퍼키즈》 MC
- 2011년 M.net 《Secret T》 MC
- 2011년 올'리브 《푸드 에세이》 MC
- 2011년 SBS funE 《K-STAR news》 MC
- 2011년 SBS 《강심장》
- 2011년 KBS2 《대국민 토크쇼 안녕하세요》
- 2011년 스카이 엔터 《빌보드 K-POP 차트쇼》 MC
- 2012년 채널A 《기발한 세계여행 지금 바로》 MC
- 2012년 tvN 《오페라스타 2012》 출연
- 2012년 KBS2 《내 생애 마지막 오디션》 심사위원
- 2012년 KBS2 《불후의 명곡2》 출연
- 2012년 KBS1 《사랑의 리퀘스트》
- 2012년 KBS2 《1 대 100》
- 2012년 XTM 《탑 기어 코리아》
- 2013년 SBS 《자기야 백년손님》
- 2013년 올'리브 《마스터셰프 코리아 셀러브리티》 출연
- 2013년 QTV 《신동엽과 순위정하는 여자》
- 2013년 QTV 《죽쑤는 여자 죽지 않는 남자》
- 2013년 MBC 《블라인드 테스트쇼 180도》
- 2013년 올'리브 《손호영의 아시안쿡》 MC
- 2014년 올'리브 《셰어하우스》 출연
- 2014년 KBS2 《가족의 품격 풀하우스》
- 2015년 스토리온 《Let美人5》 MC
- 2015년 모바일TV 《뷰티스테이션》美in식당 MC
- 2015년 MBC 《찾아라! 맛있는 TV》 MC
- 2016년 엠넷 《너의 목소리가 보여》
- 2016년 MBC 《미스터리 음악쇼 복면가왕》 - 나 혼자산다 보물섬
- 2016년 KBS2 《노래싸움 - 승부》
- 2016년 SBS 《2016 희망TV SBS - 희망노래방 부기부기》 출연
- 2016년 JTBC 《잘 먹겠습니다》
- 2016년 JTBC 《김제동의 톡투유 - 걱정 말아요! 그대》 출연
- 2017년 채널A 《우리도 국가대표다》 출연
- 2017년 MBN 《엄지의 제왕》
- 2017년 채널A 《이제 만나러 갑니다》 출연
- 2018년 JTBC 《같이 걸을까》 출연
- 2019년 TV조선 《동네 앨범》 출연
- 2022년 채널A 《신랑수업》 출연

## 수상 (그룹)

### 1999년
- 12월 11일 KMTV 가요대전 '본상' 수상
- 12월 29일 SBS 가요대전 '인기상' 수상

### 2000년
- 11월 24일 Mnet 뮤직비디오 페스티벌 '남자그룹 최우수' 수상
- 12월 1일 영상음반 대상 골든디스크 시상식 '본상' 수상
- 12월 6일 서울가요대상 '본상' 수상
- 12월 7일 KBS 뮤직뱅크 '거짓말' 3주 연속 1위
- 12월 9일 MBC 생방송 음악캠프 '거짓말' 3주 연속 1위
- 12월 10일 SBS 인기가요 '거짓말' 3주 연속 1위
- 12월 13일 KMTV 가요대전 '본상' 수상
- 12월 29일 SBS 가요대전 '10대 가수상' 수상
- 12월 30일 KBS 가요대상 '대상' 수상
- 12월 31일 MBC 10대 가수 가요제 '30대 미만,이상이 뽑은 인기가수상' 수상

### 2001년
- 5월 2일 한국조폐공사, 정보통신부 선정 The First Korea 2001 '최고 그룹 가수상' 수상
- 6월 2일 KBS 제2회 대한민국 영상대전 가수부문 '포토제닉' 수상
- 9월 3일 제28회 한국방송대상 가수부분 최우수상 수상
- 9월 6일 2001 MTV 뮤직비디오 시상식 - 'MTV 코리아 뷰어즈 초이스 부문' 수상.
- 12월 7일 제12회 서울가요대상 '본상' 수상
- 12월 14일 골든디스크 시상식 '본상' 및 '대상' 수상
- 12월 19일 KMTV 가요대전 '본상' 수상
- 12월 22일 MBC 음악캠프 - '길' 3주 연속 1위
- 12월 23일 SBS 인기가요 - '길' 3주 연속 1위
- 12월 29일 SBS 송년특집 2001 가요대전 '본상', '대상' 수상
- 12월 30일 KBS 송년특집 2001 가요대상 '본상', '대상' 수상
- 12월 31일 MBC 10대 가수 가요제 '30대 미만, 이상이 뽑은 10대 가수상', '30대 미만이 뽑은 최고 가수상'

### 2002년
- 2월 2일 MTV Asia Music Awards 한국 대표 참가(싱가포르)
- 12월 31일 MBC 10대 가수 가요제 '본상' 수상

### 2005년
- 2월 5일 뮤직박스 '보통날' 5주째 정상
- 4월 8일 대한안과학회, god공로패 수여
- 11월 24일 SBS 대한민국 영상대전 가수부문 ‘포토제닉’ 수상
- 12월 7일 제 20회 2005 골든디스크 본상 및 PAVE 인기상 수상
- 12월 10일 MBC 쇼! 음악중심 '2♡' 4주 연속 1위
- 12월 29일 SBS 가요대전 '본상' 수상
- 12월 30일 KBS 가요대상 '올해의 가수상' 수상

### 2014년
- 10월 28일 제7회 스타일아이콘어워즈(SIA 2014) 본상 수상
- 11월 13일 2014 멜론뮤직어워드 TOP10, 올해의 앨범상(대상) 수상

### 2015년
- 1월 28일 제4회 가온차트 K-POP 어워드 5월 올해의 가수상(음원) 수상

## 수상 (솔로)

### 2006년
- 2006년 제7회 대한민국영상대전 포토제닉상 솔로가수부문 수상
- 2006년 12월 Mnet Countdown 1위
- 2006년 제21회 골든디스크상 본상
- 2006년 제16회 서울가요대상 본상
- 2006년 한국모델시상식 인기가수상

### 2007년
- 2007년 1월 첫째주 SBS 인기가요 뮤티즌 상
- 2007년 11월 이달의 아시아 최고가수상 수상 (태국)
- 2007년11월 이달의 아시아 최고 뮤직비디오상 (태국)

### 2008년
- 2008년 제25회 코리아 베스트드레서 백조상 남자가수부문
- 2008년 제23회 골든디스크상 인기상
- 2008년 제16회 대한민국 문화연예대상 신세대가요 10대 가수상

### 2010년
- 2010년 '제4회 대구뮤지컬 페스티벌(DIMF) 폐막식' 및 '2010 대구 뮤지컬어워즈' DIMF 올해의 스타상

### 2015년
- 2015년 2015 한류패션페스티벌(KWFF - Korean Wave Fashion Festival) 한류아이돌 스타부문

### 기타
- 2002년 5월 13일 100일간의 휴먼콘서트 계획 공식 발표
- 2002년 7월 11일 'god 100일간의 휴먼콘서트' 1회-1차 공연 시작
- 2002년 9월 22일 휴먼콘서트 45회-1차 공연 종료
- 2002년 12월 25일 휴먼콘서트 46회-2차 공연 시작
- 2003년 3월 30일 휴먼콘서트 100회 - 100일 공연 전체 종료
- 2005년 3월 4일 '2005 각막기증의 해 선포식' 각막기증 홍보대사 위촉
- 2006년 과학기술 홍보대사
- 2006년 11월 영상화보집 'Travel 1st 손호영의 기분 좋은 상상' 발매 - 발매 20일 만에 1만 부 기록
- 2007년 공익광고 《과학기술 = 희망 + 자랑편》
- 2007년 비만예방 홍보대사
- 2007년 쿨가이 홍보대사
- 2007년 광주김치축제 홍보대사
- 2008년 보령머드축제 홍보대사
- 2008년 7월 25일 2007 여름콘서트 《Under The Sea》DVD 발매
- 2008년 지방자치경영대전 홍보대사
- 2010년 안티에이징 홍보대사
- 2011년 유니세프 친선대사
- 2011년 AIDS 예방 캠페인 홍보대사(with 호란, 정엽, 조PD)
- 2012년 tvN '오페라스타 2012' 준우승
- 2012년 삼성생명 Life Design CF
- 2012년 3월 26일 '장일범과 프렌즈 - 2012 오페라스타와 함께' 예술의 전당 콘서트홀 공연
- 2013년 4월 12일 올'리브 마스터셰프코리아 셀러브리티 우승
- 2015년 10월 20일 2016 수원 화성 방문의 해 홍보대사
- 2015년 2016 수원 화성 방문의 해 홍보CF

### 가요 프로그램 1위
| 연도            | 수상 내역 (총 2회)                                                                                             |
| --------------- | --- |
| 2007년 (총 2회) | - 사랑은 이별을 데리고 오다 (총 2회) - 1월 4일 M.net 《엠카운트다운》 1위 - 1월 14일 SBS 《인기가요》 뮤티즌송 |